# Alexandre Cirici
Alexandre Cirici i Pellicer (Barcelona, 22 de junio de 1914 - Barcelona, 10 de enero de 1983) fue un historiador, escritor, político y crítico de arte español.

## Biografía
Inició estudios de Arquitectura en la Universidad Autónoma de Barcelona en 1935. Se exilió al final de la Guerra Civil (1939) a Montpellier (donde estudió historia del arte) y París en Francia. Regresó a Barcelona en 1941, y se doctoró en Historia en 1971. Fue profesor de diseño, y de Sociología en la Universidad de Barcelona, obteniendo la Cátedra de Historia General del Arte en 1981. También se dedicó a la ilustración de libros y a la pintura, fue crítico de arte de las revistas Ariel y Serra d'Or, y colaboró como técnico artístico en agencias de publicidad. De 1978 a 1981 fue presidente de la Asociación Internacional de Críticos de Arte (AICA).
Más allá de la reflexión erudita sobre la obra de arte, destacó en otros campos, como la publicidad, la docencia y la política. Entre sus méritos destacó el prestigio con el que proyectó el modernismo catalán y haber contribuido a la difusión de grandes maestros como Picasso, Miró o Tàpies. Gran parte de esta labor de difusión la realizó a través de la revista Serra d'Or, con la cual va a colaborar, primero con una sección fija y, después, también como miembro del consejo de redacción. Sus estudios sobre arte han sido traducidos a diversos idiomas y constituyen obras de referencia.
En el terreno de la política, fue parte activa en la creación de la Asamblea de Cataluña y del PSC. Con este partido llegó a ser elegido senador en las elecciones generales de 1977, de 1979, y de 1982, siendo substituido tras su fallecimiento por Jesús Felipe Armendáriz Ormaechea.
Fue padre de seis hijos, entre ellos el arquitecto Cristian Cirici y el escritor ganador del Premi Sant Jordi David Cirici.

## Obra

### Crítica artística
- 1946 Picasso antes de Picasso
- 1946 Mil Obras Maestras del Arte Universal. 2 tomos, Instituto Gallach.
- 1947 El tron de la Mare de Déu de Montserrat
- 1949 La estampa japonesa
- 1951 El arte modernista catalán
- 1954 Tàpies o la transverberació
- 1955 L'arquitectura catalana
- 1957 L'escultura catalana
- 1968 Els catalans. Els artistes
- 1970 L'art català contemporani
- 1970 Miró llegit: una aproximació estructural a l'obra de Joan Miró
- 1970 Tàpies: testimoni del silenci
- 1971 La arquitectura de Rogent
- 1971 Barcelona pam a pam
- 1973 Barcelona ciutat d'art
- 1975 Noetico L'Indimensionalismo
- 1985 Queralbs

### Memorias
- 1972 Nen, no t'enfilis
- 1973 El temps barrat
- 1976 A cor batent
- 1977 Les hores clares

## Premios
- 1970 Premio Lletra d'Or por L'art català contemporani
- 1971 Premio Serra d'Or por L'art català contemporani
- 1972 Premio Serra d'Or por Miró llegit: una aproximació estructural a l'obra de Joan Miró
- 1972 Josep Pla por El temps barrat